# Khaganato di Rus'
Il Khaganato di Rus' fu un'ipotetica entità politica che si formò durante un periodo scarsamente documentato della storia dell'Europa orientale (a grandi linee tra la fine dell'VIII secolo e la metà del IX). Predecessore della dinastia Rurik e della Rus' di Kiev, il Khaganato di Rus' potrebbe aver rappresentato uno Stato (o un'unione di città Stato) probabilmente fondato dai Variaghi in quella che è oggi la parte settentrionale della Russia. La popolazione della regione in quel periodo era composta da Slavi, Finnici e Norreni; erano inoltre presenti sul territorio avventurieri, mercanti e pirati scandinavi. I Variaghi venivano in quel tempo chiamati con l'appellativo di Rus' o Rhos.
Secondo fonti coeve, i centri abitati della regione, dei quali potrebbero aver fatto parte i proto-villaggi di Holmgard (Velikij Novgorod), Aldeigjuborg (Staraja Ladoga), Ljubša, Alaborg, Sarskoe Gorodišče e Timerevo, erano sotto il controllo di un monarca chiamato con il titolo in lingua turca antica di Khaghan. Durante il Khaganato di Rus' nacque di fatto una nuova etnia, la Rus'. I successori di questo ipotetico Stato includono la Rus' di Kiev e le entità statali che le succedettero, fino ad arrivare al moderno Stato russo.

## Prove storiche
Colui che governava la Rus' è stato menzionato col titolo di "Khagan" in innumerevoli fonti storiche. La maggior parte di queste sono testi stranieri del IX secolo mentre tre sono fonti slave dell'XI e XII secolo. Le più antiche prove europee dell'esistenza del Khaganato risalgono agli Annali di San Bertin di origine franca. Questi ultimi riferiscono di un gruppo di Norreni, che chiamavano sé stessi Rhos (qui se, id est gentem suam, Rhos vocari dicebant) che visitarono Costantinopoli intorno all'838. Decidendo di non ritornare alle proprie terre attraverso la steppa, poiché ciò li avrebbe resi vulnerabili agli attacchi dei Magiari, questi cavalieri viaggiarono attraverso la Germania accompagnati dall'ambasciatore bizantino dell'imperatore Teofilo. Interrogati in proposito a Ingelheim dall'Imperatore franco Ludovico I, lo informarono che il loro leader era noto con l'appellativo di chacanus (termine latino per "Khagan") e che vivevano a est della penisola scandinava. Gli Annali riferiscono tuttavia che l'Imperatore intuì che il loro primitivo luogo di origine era la Svezia (comperit eos gentis esse sueonum).
Trenta anni dopo, nella primavera dell'871, i due sovrani dell'Impero bizantino e del Sacro Romano Impero Germanico, Basilio I e Ludovico II, si scontrarono per il controllo di Bari, che era stata conquistata agli Arabi in seguito all'attacco coordinato degli eserciti delle due potenze. L'Imperatore d'Oriente inviò una lettera dai toni aspri alla sua controparte occidentale, accusandola di usurpare il titolo di Imperatore. Sosteneva infatti che i governanti franchi fossero semplici reges e che il titolo imperiale fosse invece appannaggio solo del Signore Supremo dei Romani, che individuava in sé stesso. Puntualizzò inoltre che ogni nazione possiede il proprio titolo per la qualifica di rex: ad esempio il titolo di chaganus era usato dai regnanti degli Avari, dei Cazari (Gazari), e degli "Uomini del Nord" (Nortmanno). Su questo punto, Ludovico replicò che era informato unicamente sui Khagan avari, mentre nulla sapeva riguardo a quelli dei Cazari e dei Normanni. Il contenuto della lettera di Basilio, oggi andata persa, è ricostruito in base alla risposta di Ludovico, riportata interamente nelle Chronicon Salernitanum. La corrispondenza tra i due Imperatori indica che almeno un gruppo di Scandinavi aveva un sovrano chiamato "Khagan".
Ahmad ibn Rusta, un geografo persiano del X secolo, scrisse che il Khagan dei Rus' ("khaqan rus") viveva sopra un'isola in un lago.. Il geografo musulmano menziona solo due khagan nel suo trattato — quello di Khazaria e quello di Rus'. Una fonte coeva, redatta da al-Yaʿqūbī nell'889 o nell'890, riferisce che le popolazioni montanare del Caucaso, quando furono attaccate dagli Arabi nell'854, chiesero aiuto al Signore (sāhib) di al-Rum (Bisanzio), alla Cazaria, e agli al-Saqaliba (Slavi). Hudud al-Alam, un anonimo testo geografico arabo scritto alla fine del X secolo, parla del sovrano dei Rus' come "rus-khaqan". Poiché l'autore sconosciuto di Hudud al-Alam fece uso nella sua opera di numerose fonti del IX secolo, incluso ibn Khordadbeh, è possibile che il suo riferimento al Khagan di Rus' sia stato copiato da testi anteriori. Infine il geografo persiano dell'XI secolo Abu Sa'id Gardizi menziona il "khaqan-i rus" nel suo libro Zayn al-Akbar. Come altri geografi musulmani, Gardizi si riportò alla tradizione risalente al IX secolo.
Ci sono molti indizi che fanno ritenere il titolo di "Khagan" ancora facente parte della tradizione politico-giuridica della Rus' di Kiev dopo la conversione al cristianesimo. Il Metropolita Ilarione di Kiev utilizza tale titolo scrivendo di Vladimir I di Kiev e Jaroslav il Saggio nel più antico testo esistente di letteratura antico russa, Slovo o Zakone i Blagodati ("Sermone sulla Legge e sulla Grazia"), scritto intorno al 1050. definendo Vladimir come "il grande khagan della nostra terra" (velikago kagana našea zemlja, Vladimera) e a Jaroslav come "il nostro devoto khagan." Un'incisione nella galleria settentrionale della cattedrale di Santa Sofia recita "O Signore, salva il nostro khagan", riferendosi apparentemente a Sviatoslav II (1073-1076). Alla fine del XII secolo il Canto della schiera di Igor in un passo parla del "kogan Oleg", tradizionalmente identificato con Oleg di Tmutarakan.

## Contesto temporale

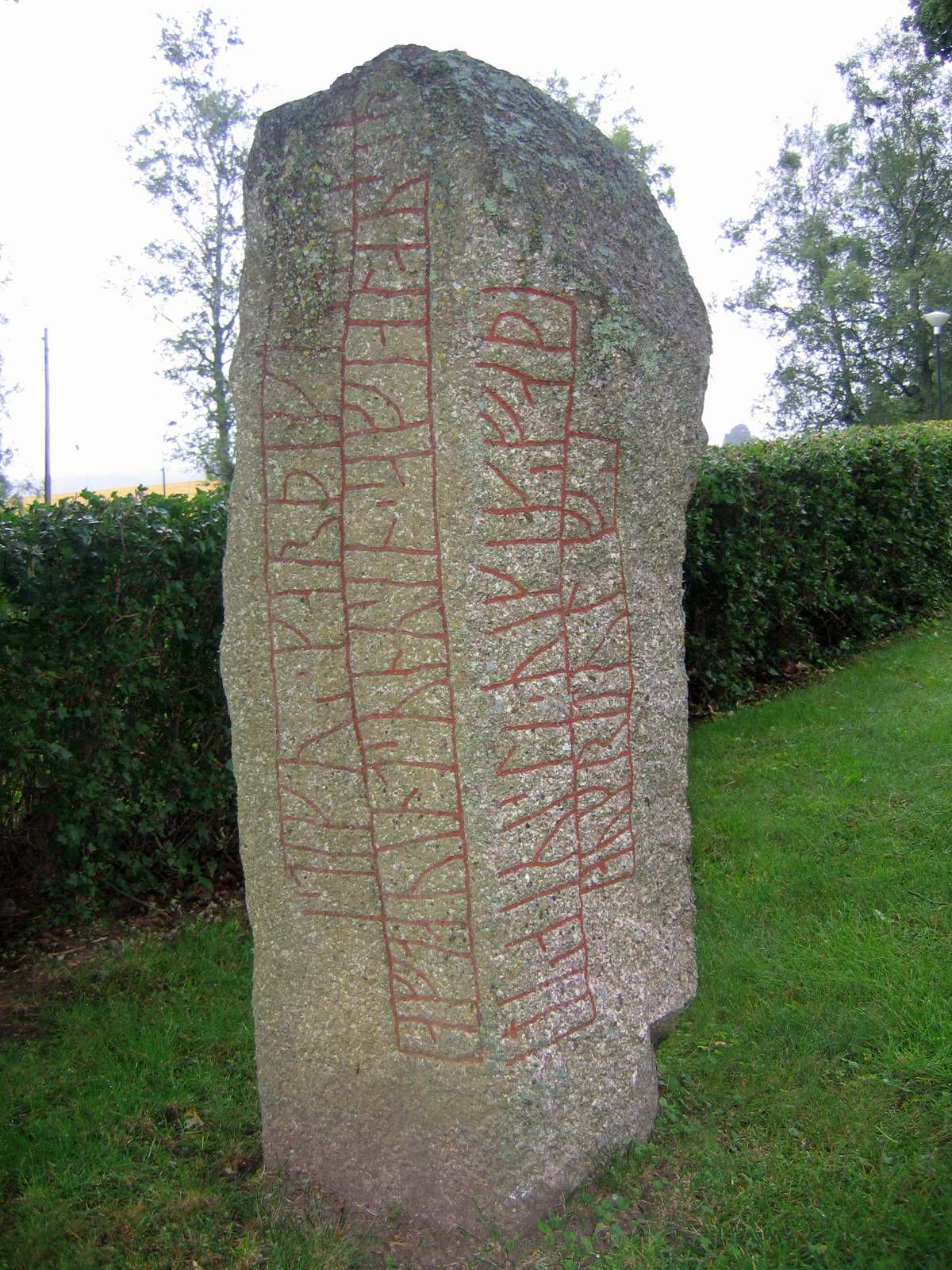
La Runa di Kälvesten risalente al IX secolo è la più antica runa conosciuta contenente riferimenti alle spedizioni dei Variaghi a oriente.

Le fonti primarie esistenti rendono plausibile la circostanza che il titolo di Khagan fu applicato ai governanti della Rus' durante un periodo relativamente breve, approssimativamente tra l'ambasciata variaga a Costantinopoli (838) e la lettera di Basilio I (871). Tutte le fonti bizantine successive a tale data si riferiscono ai governanti di quel territorio con l'appellativo di arconti. Successivamente gli autori della Rus' di Kiev, menzionati sopra, sembrano aver riportato in auge il termine "Khagan" come un'attestazione di lode ai knjaž regnanti piuttosto che come un titolo politico.
Il lasso temporale in cui il Khaganato sarebbe esistito è stato oggetto di un lungo dibattito tra gli storici e rimane ad oggi incerto. Omeljan Pritsak ritiene che lo stesso sia stato fondato tra l'830 e l'840. Negli anni venti del XX secolo lo storico russo Pavel Smirnov ipotizzò che il Khaganato di Rus' sopravvisse solo per poco tempo intorno all'830 e fu presto distrutto dalla migrazione verso i Carpazi di Magiari e Kabar. Queste teorie partono dal dato storico che non ci sono fonti primarie che menzionano i Rus' o il loro Khagan prima dell'830.
Eguale dibattito è sorto in passato in relazione alla disintegrazione del Khaganato. Il titolo di Khagan non è menzionato nei trattati Rus'-bizantini (907, 911, 944), o nel De Ceremoniis, un'opera contenente la meticolosa elencazione delle procedure cerimoniali e dei titoli dei sovrani stranieri, quando tratta del ricevimento di Olga alla corte di Costantino VII nel 945. Inoltre ibn Fadlan, nel suo dettagliato resoconto sui Rus' (922), disegnò il loro leader supremo con l'appellativo di malik ("re"). Da questo dato di fatto, Peter Golden concluse che il Khaganato cessò di esistere tra l'871 e il 922. Zuckerman, inoltre, sostenne che l'assenza del titolo di "Khagan" dal Trattato Rus'-Bizantino del 911 comprova che il Khaganato si era dissolto prima del 911.

## Contesto territoriale

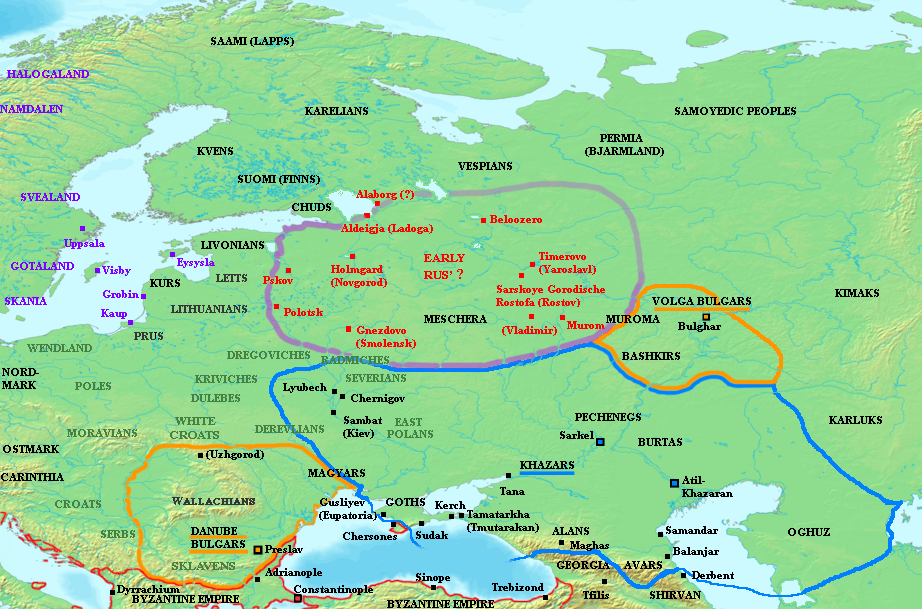
Mappa raffigurante gli insediamenti dei Rus' (in rosso) e il posizionamento delle tribù slave (in grigio), durante la metà del IX secolo. I territori sotto l'influenza cazara sono quelli ricompresi all'interno della linea blu.

La localizzazione del Khaganato è stata oggetto di una intensa indagine storiografica che ha portato a conclusioni discordanti e contrapposte. Una teoria minoritaria individua il luogo di residenza del khagan di Rus' in Scandinavia o a Walcheren. In netto contrasto, George Vernadsky ha ritenuto che il khagan avesse il proprio quartier generale nella parte orientale della Crimea o nella penisola di Taman' e che l'isola descritta da Ibn Rustah fosse probabilmente situata lungo l'estuario del fiume Kuban'. Entrambe le teorie non hanno avuto un gran numero di sostenitori poiché gli archeologi non hanno rinvenuto alcuna traccia di insediamenti slavo-variaghi in Crimea e non ci sono fonti coeve che documentino la presenza di un khagan in Scandinavia.
La storiografia sovietica, rappresentata da Boris Rybakov e Lev Gumilev, individuò la residenza del khagan a Kiev, città governata, secondo quanto contenuto nella Cronaca degli anni passati, da Askold e Dir, gli unici khagan di cui sia pervenuto il nome. Michail Artamonov aderì alla teoria di Kiev capitale del Khaganato di Rus', e continuò a propugnarla negli anni novanta del XX secolo.
Gli storici occidentali, tuttavia, si sono sempre contrapposti a tali risultanze. Non è stata infatti rinvenuta alcuna prova della presenza di un insediamento nel luogo ove oggi sorge la capitale ucraina prima dell'anno 889. I ritrovamenti archeologici nelle vicinanze di Kiev databili periodi anteriori sono quasi inesistenti. Particolarmente problematico è inoltre il mancato rinvenimento di monete risalenti a tali periodi sul corso del Dnepr, circostanza che sarebbe stata in grado di provare che, quello che sarebbe stato l'asse principale del commercio nei secoli successivi, era utilizzato nel IX secolo. Basandosi sull'esame delle prove archeologiche, Zuckerman ha ritenuto che Kiev originariamente fosse una fortezza cazara sul confine con la Levedia e che solo dopo la partenza dei magiari per l'occidente nell'889 i territori circostanti il Dnieper abbiano iniziato a svilupparsi economicamente.
Alcuni storici, primo fra tutti Vasilij Bartold, hanno creduto che la posizione del Khaganato fosse da individuarsi più a nord. Tendendo a enfatizzare la testimonianza di ibn Rustah come unica prova storica in grado di individuare la localizzazione della residenza del Khagan. Recenti ricerche archeologiche, condotte fra gli altri da Dmitrij Mačinskij, hanno fatto avanzare l'ipotesi che il Khaganato fosse situato lungo il fiume Volchov e avrebbe incluso il lago Ladoga, Ljubša, Novye Duboviki, Alaborg e Holmgard. "Molti di loro erano inizialmente piccoli insediamenti, probabilmente non più che stazioni per riposarsi e rifocillarsi, che funzionavano altresì come luogo di scambio e di redistribuzione di beni che venivano trasportati lungo il fiume o lungo le rotte carovaniere". Se l'anonimo viaggiatore citato da ibn Rustah è credibile, i Rus' del periodo del Khaganato facevano un intenso uso delle rotte lungo il fiume Volga per commerciare con il Medio Oriente, forse tramite l'intermediazione di Bulgari e Cazari. La sua descrizione delle isole della Rus' fa allora ritenere che il loro centro fosse a Holmgard, il cui nome tradotto dal variago significa "il castello dell'isola sul fiume". La Prima Cronaca di Novgorod descrive una rivolta a Novgorod prima che Rurik fosse invitato a governare la regione negli anni 860. Johannes Brøndsted, riferendosi a tale fonte, ritiene che Holmgard-Novgorod fu la capitale del Khaganato per alcuni decenni prima dell'arrivo di Rurik, incluso il periodo della ambasciata bizantina nell'839. Mačinskij ha accettato questa teoria ma crede che, prima dell'ascesa di Holmgard-Novgorod, il centro politico ed economico dell'area fosse situato ad Aldeigja-Ladoga.

## Origini
Le origini del Khaganato di Rus' non sono chiare. I primi colonizzatori scandinavi si stabilirono sul basso corso del fiume Volchov all'incirca nella metà dell'VIII secolo. Il territorio da loro occupato comprendeva le moderne oblast' di San Pietroburgo, Novgorod, Tver', Jaroslavl', e Smolensk, ed era conosciuto nelle fonti antico-scandinave come Garðaríki, la terra delle fortezze. I signori della guerra variaghi, noti alle popolazioni di origine turca che abitavano nelle steppe con l'appellativo di "köl-beki" (re dei mari), arrivarono a sottomettere le regioni abitate da finno-ugrici e slavi, particolarmente nelle regioni attraversate dal Volga, che fungeva da collegamento tra il Mar Baltico e il mar Caspio e Serkland.
Riguardo all'origine dei Rus', la ricerca storiografica non è concorde nell'individuare l'identità e l'origine dei Khagan. Potrebbero infatti essere stati di razza scandinava, o nativi slavi o finni, oppure (molto probabilmente) il frutto di un incrocio tra questi tre popoli. Omeljan Pritsak ipotizzò che un khagan cazaro noto con il nome di Khan-Tuvan Dyggvi, esiliato dopo essere stato sconfitto nel corso di una guerra civile, si fosse stabilito con i suoi sostenitori nell'insediamento slavo-variago di Sarskoe Gorodišče, poco distante dall'odierna Rostov, unendosi in seguito con una donna della nobiltà scandinava e dando così inizio alla dinastia dei khagan dei Rus'. Zuckerman ha ritenuto la teoria di Pritsak una tesi senza alcun fondamento. Tuttavia non è stato ad oggi rinvenuto alcun documento attestante la presunta fuga di un khagan cazaro presso i Rus'.
Ciononostante, la teoria di una possibile connessione cazara con i primi monarchi Rus' è supportata dall'uso di un tridente stilizzato tamga, o sigillo, dagli ultimi governanti della Rus' di Kiev come Svjatoslav I; simili tamga sono stati trovati in rovine archeologiche cazare. La connessione genealogica tra i khagan di Rus' del IX secolo e i successivi governanti della dinastia Rurik è però ad oggi incerta.
Molti storici sono concordi nel sostenere che i Rus' abbiano utilizzato il titolo di "khagan" facendo riferimento al corrispettivo cazaro, incerte sono tuttavia le circostanze che hanno determinato tale passaggio. Peter Benjamin Golden ha ipotizzato che il Khaganato di Rus' non fosse null'altro che uno Stato fantoccio istituito dai cazari sul corso del fiume Oka allo scopo di dirottare su quest'ultimo i ricorrenti attacchi magiari; nessuna fonte attesta tuttavia che i Rus' fossero stati sottomessi dai cazari nel corso del IX secolo.
Inoltre, per gli osservatori stranieri (come Ibn Rustah) non vi era alcuna differenza sostanziale tra il titolo di khagan e quello di sovrano di Rus'. Anatolij Novosel'cev ha ritenuto che tale titolo fosse stato istituito per supportare le pretese dei Rus' di eguaglianza nei confronti dei cazari. A questa teoria fa eco quella di Thomas Noonan, che ha ipotizzato che i leader dei Rus' stabilirono di giurare fedeltà a un unico signore supremo e di conferire allo stesso il titolo di khagan al fine di legittimarlo agli occhi dei propri sottoposti e a quello degli Stati confinanti. Secondo quest'ultima tesi tale appellativo era inoltre segno che il sovrano agiva per mandato divino.

## Economia

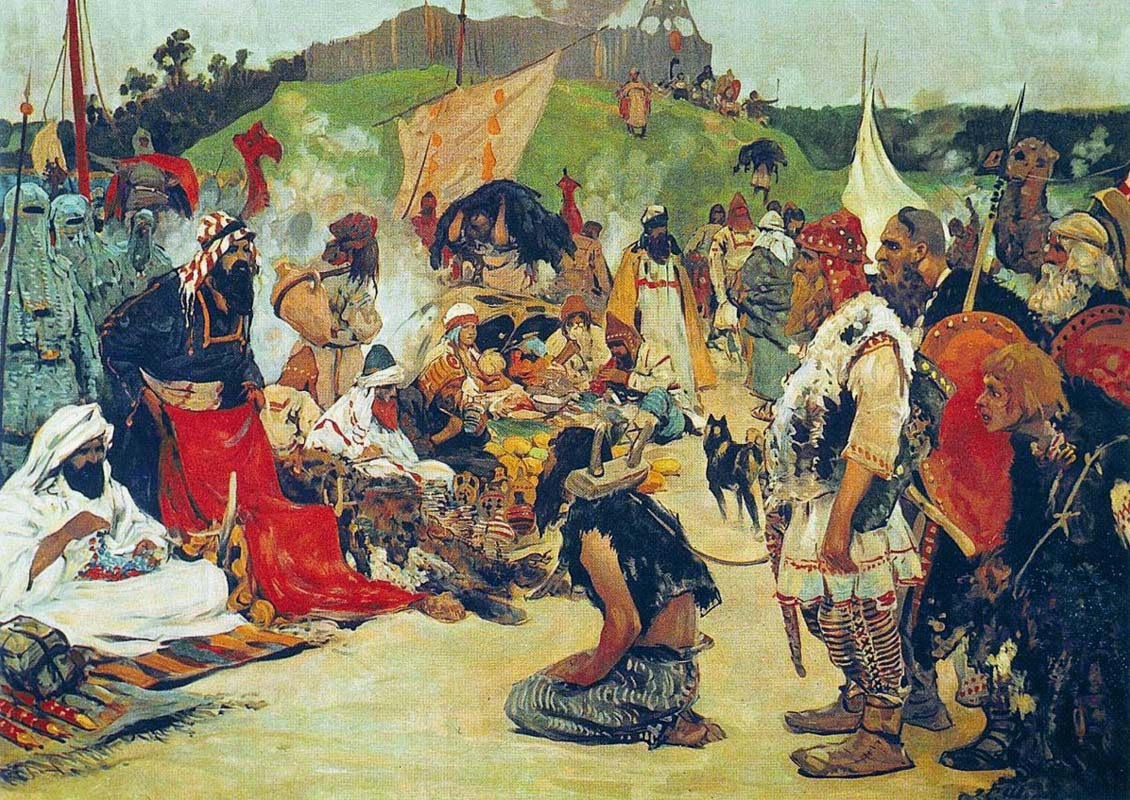
Sergej Vasil'evič Ivanov (1864-1910), Commercio di schiavi nell'Europa orientale alto medievale.

Il perno dell'economia del Khaganato di Rus' era la rotta commerciale sul fiume Volga. In Scandinavia sono venute alla luce numerosi dirhem del IX secolo, monete coniate nel Califfato Abbaside e in altri Stati musulmani, a volte divise in pezzi più piccoli e incise con simboli runici; inoltre, più di 228.000 monete arabe sono state rinvenute nella Russia europea e nelle regioni baltiche e si stima che almeno il 90% di queste ultime siano lì giunte tramite le carovane fluviali che transitavano dal Volga. A testimonianza degli intensi scambi commerciali coi califfati è inoltre opportuno rilevare che il dirhem venne in seguito adottato come base del sistema monetario della Rus' di Kiev.
Il commercio era la maggior fonte di introiti dei Rus', che secondo Ibn Rustah non praticavano l'agricoltura:
I mercanti della Rus' viaggiavano lungo il corso del Volga, pagando tributi ai bulgari e ai cazari nei porti di Gorgan e di Abaskun sulla costa meridionale del mar Caspio; occasionalmente intraprendevano viaggi fino a Baghdad.

## Ordinamento interno
Scrivendo nel 922, Ibn Fadlan descrisse i sovrani di Rus' (allo stesso modo dei khagan Cazari), come detentori di ben poca autorità. Invece il potere politico e militare era esercitato da un suo delegato, che "comanda le truppe, attacca i nemici e agisce in qualità di rappresentante nei confronti dei suoi sottoposti." Il Re della Rus', d'altro canto, "non ha altri doveri che unirsi carnalmente con le proprie schiave, bere, e dedicarsi ai piaceri della vita." Era sorvegliato da 400 uomini, "che morirebbero per lui... Questi 400 siedono dietro il trono reale: a piattaforma grande e ricoperta di gioielli che ospita anche le 40 schiave del suo harem." Ibn Fadlan scrisse che il sovrano quasi non avrebbe mai voluto allontanarsi dallo stesso e che persino quando andava a cavallo, al suo ritorno, "l'animale lo riporta fino al trono." Ibn Rustah riferisce tuttavia che il khagan era l'autorità di ultima istanza nel decidere le controversie sorte tra i suoi sudditi. Le sue decisioni non erano però vincolanti: se una parte disobbediva alla sentenza reale la disputa era decisa con un duello che avveniva "alla presenza di un consanguineo di ciascun contendente che non sfodera la spada; e l'uomo che ha la meglio nel duello ha il diritto di decidere sulla controversia"
La dicotomia tra la relativa assenza di potere del sovrano e la grande autorità di uno dei suoi sottoposti riflette la struttura del governo cazaro, con l'autorità secolare nelle mani di un Khagan Bek solo formalmente subordinato a un khagan, ed è conforme con il sistema politico tradizionale delle tribù germaniche dove era presente una netta distinzione tra il re e il capo militare. L'istituzione di un simile sistema gerarchico è stato anche messo in luce per quel che concerne la Rus' di Kiev nelle relazioni politiche tra Oleg e Igor', ma è dubbio se tale circostanza sia un'impronta del khaganato su di uno Stato che gli è succeduto cronologicamente o sia stata importata successivamente da un'altra tradizione. I primi principati della Rus' di Kiev esibivano infatti certe caratteristiche politiche, militari e giuridiche differenti rispetto al khaganato: alcuni storici ritengono che tali differenze siano state introdotte nella Rus' di kiev dai Cazari piuttosto che dal khaganato.

## Costumi sociali e religiosi

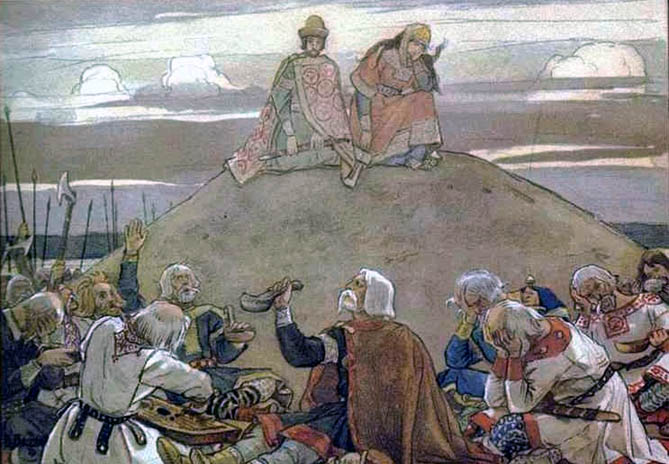
Oleg pianto dai suoi guerrieri, un dipinto del 1899 di Viktor Vasnetsov. Il rito di seppellimento con i tumuli funerari è tipico delle usanze sia scandinave che delle popolazioni nomadi euro-asiatiche.

A seguito degli scavi archeologici condotti negli anni 1820 a Ladoga e in altre località del nord della Russia, gli studiosi hanno potuto affermare che le usanze e i rituali dei Rus' erano influenzati da quelli degli scandinavi. Tale dato coincide con quanto riferito nelle opere di ibn Rustah e ibn Fadlan. Il primo compilò una breve descrizione della sepoltura di un nobile Rus', che fu posto in una "tomba ampia come una grande casa", insieme a cibo, amuleti, monete, altri accessori e, per ultimo, la propria moglie prediletta. "Quindi la porta veniva sigillata e lei vi moriva dentro." Ibn Fadlan lasciò invece una descrizione dettagliata dell'usanza di cremare i nobili sopra una nave, durante la quale era solito si celebrassero sacrifici umani e di animali. Quando moriva un uomo povero veniva parimenti messo su una piccola barca e bruciato su di essa. Per quel che concerne il funerale delle persone altolocate il viaggiatore musulmano fornisce questa descrizione: i possedimenti del morto erano divisi in tre parti: una per la propria famiglia, una per pagare il rito funebre e una per produrre birra da consumarsi il giorno della cremazione di quest'ultimo. Una delle schiave del morto si immolava volontariamente al fine di potersi riunire con il proprio padrone in paradiso. Il giorno della cremazione il morto veniva dissotterrato dalla propria tomba, vestito di tutto punto e posizionato su di una barca costruita per l'occasione. La schiava veniva dunque uccisa (dopo che i parenti e gli amici del morto avevano fatto sesso con lei) e posta sull'imbarcazione prima che il parente più prossimo del deceduto desse fuoco al vascello. Il funerale finiva con l'edificazione di un tumulo rotondo.
Gli storici medievali nel descrivere gli usi dei Rus' si soffermarono particolarmente sui modi duri e spartani con cui venivano educati i giovani Ibn Rustah scrive: "Quando nasce un bambino il padre va verso il neonato con la spada in mano, la getta per terra e dice: 'Non ti lascerò alcun bene: avrai solo quello che riuscirai a procurarti con quest'arma!'". Al-Marwazi nel confermare che i figli maschi non avevano diritto ad alcuna eredità riferì che, alla morte del padre, tutti i beni diventavano proprietà delle figlie. Un altro esempio del loro estremo individualismo è dato dal loro trattamento verso gli ammalati. Secondo quanto tramandato da Ibn Fadlan, "se uno dei Rus' si ammala gli altri lo lasciano da solo in una tenda procurandogli giornalmente cibo e acqua. Tuttavia non lo visitano né parlano con lui, specialmente se è un servo. Se il malato si riprende si riunisce alla comunità, se muore lo bruciano. Se ciò accade a un servo, tuttavia, lasciano il suo cadavere come cibo per cani e avvoltoi". Le fonti descrivono i Rus' come estremamente di larghe vedute in materia sessuale. Ibn Fadlan scrisse che il re dei Rus' non si vergognava ad avere rapporti sessuali in pubblico con le schiave. Quando i commercianti Rus' arrivavano a destinazione erano soliti copulare con le schiave appena comprate alla presenza dei loro compagni e, alle volte, tali spettacoli si trasformavano in orge.
Sia ibn Fadlan che ibn Rustah dipinsero i Rus' come devoti pagani. Ibn Rustah e, dopo di lui, Garizi scrisse che lo sciamano dei Rus' (attiba) deteneva un grande potere sulla gente comune. Secondo ibn Rustah gli sciamani si comportavano "come se possedessero ogni cosa". Loro sceglievano quali uomini, donne, o animali dovevano essere sacrificati e non era possibile opporsi alle loro decisioni. Ibn Fadlan lasciò una descrizione di mercanti che pregavano per il successo delle loro operazioni commerciali davanti a "un grande idolo di legno con le sembianze di un essere umano, circondato da figure più piccole e dietro a questi grandi pali conficcati nel terreno." Se il commercio non andava a buon fine venivano fatte ulteriori offerte; se i guadagni rimanevano limitati, il commerciante portava altri doni agli idoli minori. Quando il commercio si rivelava particolarmente vantaggioso, sacrificava in ringraziamento agli idoli bestiame e pecore, le cui carni venivano poi distribuite in elemosina
Fonti bizantine riportano tuttavia che i Rus' adottarono il cristianesimo verso la fine degli anni 860. In un'enciclica datata 867 il Patriarca Fozio I di Costantinopoli informò gli altri Patriarchi Orientali che il popolo russo, presso cui aveva inviato un proprio vescovo, stava accogliendo la novella cristiana con particolare entusiasmo. Costantino VII attribuì la conversione al proprio avo Basilio I e al Patriarca Ignazio I piuttosto che ai loro predecessori Michele III e Fozio. Costantino descrisse come i Bizantini convertirono i Rus' utilizzando parole persuasive e ricchi regali, tra cui oro, argento e pietre preziose. Tramandò inoltre che i pagani furono particolarmente impressionati da un miracolo: un vangelo gettato dall'arcivescovo in un forno non venne danneggiato dal fuoco. Ibn Khordadbeh scrisse alla fine del IX secolo che i Rus' che arrivavano nelle terre musulmane "si dichiaravano cristiani". Gli storici moderni sono tuttavia oggi divisi riguardo all'entità della conversione al cristianesimo del Khaganato di Rus'. Infatti i tentativi di introdurre tale religione in quei popoli non sembrarono avere conseguenze durature, tanto è vero che sia la Cronaca degli anni passati sia le altre fonti slave antiche descrissero la Rus' del X secolo come decisamente orientata al paganesimo

## Politica estera
Come già ricordato, nell'838 il Khaganato di Rus' inviò un'ambasciata all'Impero bizantino che fu registrata negli Annali di San Bertin: la ragione di questo avvenimento ha dato adito a pareri discordanti tra gli storici. Aleksej Šachmatov ritenne che l'ambasciata avesse come obiettivo quello di stabilire un rapporto diplomatico con i Bizantini. Constantine Zuckerman ipotizzò invece che gli ambasciatori del Khagan fossero lì giunti per negoziare un trattato di pace a seguito del loro intervento militare negli anni 830. George Vernadskij collegò la loro missione con la costruzione della fortezza di Sarkel nell'833. Tuttavia questa ambasciata non è riportata nelle fonti bizantine e nell'860 il Patriarca Pozio si riferì ai Rus' come "genti sconosciute".
Secondo Vernadskij, i Cazari e i Greci eressero la fortezza di Sarkel vicino al passaggio tra il Don e il Volga al fine di difendere tale punto strategico dai Rus'. Altri storici, tuttavia, ritennero che essa fosse stata costruita per difendersi o monitorare i Magiari e altre tribù della steppa e non i Rus'. Lo studioso ucraino Mychailo Hruševskyj non esitò a dichiarare che le fonti esistenti sono contrastanti su questo punto. John Skylitzes scrisse che Sarkel fu un "valido baluardo contro i Peceneghi" ma non riuscì a identificare lo scopo per il quale era stato eretto.
Nell'860, i Rus' assediarono Costantinopoli, con una flotta di 200 navi. L'esercito e la flotta bizantina erano lontani dalla capitale, lasciando quest'ultima vulnerabile a un attacco. La tempistica della spedizione fa supporre che i Rus' fossero ben informati della situazione interna dell'impero grazie alle relazioni commerciali e diplomatiche intervenute a seguito dell'ambasciata dell'838. I guerrieri Rus' devastarono i dintorni di Costantinopoli prima di allontanarsene improvvisamente il 4 agosto.
Il Khaganato di Rus' aveva stretti rapporti commerciali con la Cazaria. Ibn Khordadbeh riferì che "loro vanno tramite il fiume slavo (il Don) fino a Khamlidj, una città dei Cazari, dove il governante di questi ultimi riscuote un dazio da loro." Alcuni commentatori moderni inferiscono dalle parole dello storico arabo che la cultura politica dei Rus' fu oltremodo influenzata dai contatti con la Cazaria. Tuttavia dall'inizio del periodo Rurikide, nel primo decennio del X secolo, le relazioni tra Rus' e Cazari peggiorarono sensibilmente.

## Declino
Poco tempo dopo l'annuncio del Patriarca Fozio riguardante la cristianizzazione dei Rus', tutti i centri del Khaganato presenti nell'odierna Russia nord-occidentale furono distrutti da incendi. Gli archeologi hanno rinvenuto prove precise e concordanti che Holmgard, Aldeigja, Alaborg, Izborsk e altri insediamenti locali furono rasi al suolo dalle fiamme negli anni 860 o 870. Alcuni di questi centri furono abbandonati definitivamente dopo gli incendi. Il Manoscritto Nestoriano descrive la rivolta degli Slavi e dei Finni pagani nei confronti dei Variaghi, che dovettero secondo tale fonte ritirarsi oltremare nell'862. La Prima Cronaca di Novgorod, considerata da Šachmatov più affidabile, non individua temporalmente la rivolta in una data specifica. La cinquecentesca Cronaca di Nikon attribuisce la cacciata dei Variaghi a Vadim il Coraggioso. Lo storico ucraino Mychailo Braičevskyj considerò la ribellione di Vadim "una reazione pagana" contro la cristianizzazione della Rus'. A tali eventi seguì un periodo di anarchia, individuato da Zuckerman nel lasso temporale che va dall'875 al 900. L'assenza di monete databili all'ultimo ventennio del IX secolo suggerisce infatti che il Volga cessò di essere una via commerciale: ne conseguì "la prima crisi dell'argento europea".
Dopo la recessione conseguita al periodo di sconvolgimenti politici, la regione fu oggetto di una ripresa economica intorno al 900. Zuckerman ha associato tale ripresa con l'arrivo di Rurik e dei suoi uomini, i quali, per ragioni ancora incerte, incentrarono i propri commerci non più sul Volga, ma sul Dnepr. Gli insediamenti scandinavi di Ladoga e Novgorod iniziarono a crescere rapidamente. Durante il primo decennio del X secolo, un grande avamposto commerciale sul Dnepr fu costruito a Gnëzdovo, nei pressi della moderna Smolensk. Kiev, anch'essa un insediamento sul Dnieper, si trasformò in un importante centro urbano all'incirca in quel periodo.
Il destino del Khaganato di Rus' e il processo attraverso il quale evolse o fu soppiantato dalla Rus' di Kiev non è chiaro. I Kieviani sembrarono in seguito avere vaghe nozioni sulla precedente esistenza del Khaganato. Le fonti slave non menzionano neppure la cristianizzazione della Rus' avvenuta nell'860 o la spedizione paflagona dell'830. Il fatto che gli autori del Manoscritto Nestoriano abbiano tratto da fonti greche il racconto della spedizione condotta dai Rus' contro Costantinopoli nell'860 suggerisce l'assenza di una tradizione vernacolare riguardante tali accadimenti.